# Haligovce
Haligovce este o comună slovacă, aflată în districtul Stará Ľubovňa din regiunea Prešov. Localitatea se află la altitudinea de 506 m deasupra n.m., se întinde pe o suprafață de 11,36 km2 și în 2017 număra 630 de locuitori.

## Istoric
Localitatea Haligovce este atestată documentar din 1338.

## Demografie
| An:                | 1994 | 2004   | 2014   | 2024   |
| ------------------ | ---- | ------ | ------ | ------ |
| Număr de persoane: | 651  | 683    | 652    | 653    |
| Diferență:         |      | +4,91% | −4,53% | +0,15% |

| An:                | 2023 | 2024   |
| ------------------ | ---- | ------ |
| Număr de persoane: | 645  | 653    |
| Diferență:         |      | +1,24% |